# Scream (singel Siergieja Łazariewa)
Scream – singiel rosyjskiego piosenkarza Siergieja Łazariewa, wydany cyfrowo 9 marca 2019.
W maju 2019 utwór reprezentował Rosję w 64. Konkursie Piosenki Eurowizji w Tel Awiwie. Zajął trzecie miejsce w finale po zdobyciu 370 punktów w tym 244 punktów od telewidzów (4. miejsce) i 126 pkt od jurorów (9. miejsce).
Utwór powstał przy akompaniamencie Moskiewskiej Orkiestry Symfonicznej. Do utworu zrealizowano oficjalny teledysk w reżyserii Konstantina Cherepkowa, który został opublikowany 9 marca 2019 na oficjalnym kanale wokalisty, a dwa dni później na kanale „Eurovision Song Contest” w serwisie YouTube.

## Lista utworów
Digital download
1. „Scream” – 2:58